# Isla Seal (Namibia)
Isla Seal (en inglés: Seal Island) es una isla del Atlántico Sur parte del archipiélago rocoso en la parte norte de Lüderitz, en Namibia y en las llamadas Islas del pingüino. La isla se encuentra 950 metros al norte de la Isla Pingüino. Unos kilómetros al noreste de Isla se encuentra la pequeña isla Flamingo de apenas dos hectáreas, que ya no se cuentan entre las islas, ya que está a sólo 50 metros de tierra firme.
La isla es de 1,3 km de largo y hasta 540 metros de ancho. La superficie total es de 0,44 km² una superficie equivalente a la de la Ciudad del Vaticano. Lo que la hace la segunda isla más grande de las Islas Pingüino solo por detrás de la Isla posesión. Posee un pico redondeado que hace que la altura llegue a 43 metros.
Como el nombre sugiere, viven en la isla las Focas (su nombre en alemán es Seehunde). Pero también la pueblan pingüinos, lobos marinos de África del Sur y las gaviotas.
La isla es parte de la reserva marina Chamais Meob, y es, junto con Isla pingüino la única con turismo y otros usos económicos compartidos con el refugio de animales.